# BayFiles
BayFiles è un sito web e file hosting che è stato creato da due dei fondatori di Pirate Bay, un sito e tracker BitTorrent. BayFiles opera consentendo agli utenti di caricare i file sul suo server e di condividerli online. Un aspetto unico di questo sito di file hosting è che non fornisce una funzione di ricerca per i propri utenti o di un sistema a directory che potrebbe essere utilizzato per navigare attraverso i file online.
BayFiles può essere utilizzato e consultato da persone anche non registrate, ma offre limiti di upload superiori a quelli che pagano un canone mensile Una delle caratteristiche fondamentali del servizio di hosting BayFiles è che i suoi fondatori hanno scelto di non consentire l'upload di qualsiasi contenuto che violi le leggi sul copyright di terze parti. Questa è stata una sorpresa per molte persone che hanno familiarità con il precedente sito dei fondatori di BayFiles The Pirate Bay, che era circondato da controversie legali riguardanti problemi di copyright. Fredrik Neij, cofondatore di BayFiles, ha addirittura affermato di aver assunto degli agenti della Digital Millennium Copyright Act per assicurare che BayFiles sia correttamente conforme al diritto d'autore.